# Leptagrion perlongum
Leptagrion perlongum – gatunek ważki z rodziny łątkowatych (Coenagrionidae). Występuje we wschodniej i południowo-wschodniej Brazylii – od stanu Minas Gerais po stan Santa Catarina.